# Titanus giganteus

Titanus giganteus

Titanus giganteus – gatunek chrząszcza z rodziny kózkowatych, spotykany w lasach Amazonii. Osobniki tego gatunku są jednymi z największych współcześnie żyjących chrząszczy. Dorosłe chrząszcze osiągają do 20 cm długości.
Gatunek neotropikalny, wykazany z północnej Brazylii, Kolumbii, Ekwadoru, Gujany i Gujany Francuskiej.